# Fotón magnético
En física de partículas, un fotón magnético es una partícula hipotética predicha en 1966 por el premio Nobel de Física Abdus Salam. El fotón magnético es una mezcla de estados con paridad C par e impar que, a diferencia del fotón, no se acopla con los leptones. Ciertas extensiones del electromagnetismo predicen la existencia de estas partículas para incluir a los monopolos magnéticos. No hay ninguna evidencia experimental de la existencia de esta partícula, y varias versiones del modelo han sido descartadas por experimentos que arrojaban resultados negativos.